# Бранкас
Бра́нкас (латыш. Brankas) — населённый пункт в Елгавском крае Латвии. Административный центр Ценской волости. Находится на реке Иецава у автодороги A8 (E 77). По данным на 2015 год, в населённом пункте проживало 915 человек.

## История
В советское время населённый пункт входил в состав Ценского сельсовета Елгавского района. В селе располагалась центральная усадьба совхоза «Лиелупе». В 2009—2021 гг. в составе ныне упразднённого Озолниекского края.